# Brasil nos Jogos Olímpicos de Verão de 1952
Nos Jogos Olímpicos de Verão de 1952, os Jogos de número XV, em Helsinque, na Finlândia, o Brasil participou de sua sexta olimpíada. com 97 atletas, sendo 92 homens e 5 mulheres, em 14 esportes: atletismo, basquete, boxe, esgrima, hipismo, natação, saltos ornamentais, pentatlo moderno, polo aquático, remo, tiro esportivo, vela, e estreando no futebol e no levantamento de peso. O país voltou a conquistar mais de uma medalha no evento, desta vez foram 3 conquistas: 1 ouro e 2 bronzes.

Os maiores destaques foram os medalhistas Adhemar Ferreira da Silva e José Telles da Conceição do atletismo e Tetsuo Okamoto da natação. Adhemar se tornaria o segundo campeão olímpico do Brasil com seu segundo salto, estabelecendo suas melhores marcas pessoais até aquele momento. Na qualificação se classificou para as finais em 1.° lugar, com 15,32 metros. No seu segundo salto na final alcançou 16,12 metros. Na quinta tentativa saltou 16,22 metros, um novo recorde mundial, 24 cm acima da marca do soviético Leonid Scherbakov, que ficou com a medalha de prata.

Ainda no atletismo, outros 2 atletas disputam finais: Geraldo de Oliveira e Ary Façanha de Sá.

Outro destaque foi o retorno do nadador João Havelange que nadou nas Olimpíadas de Berlim, em 1936. Desta vez competiu como integrante da Seleção Brasileira de Polo Aquático.

Treinada por Newton Cardoso, a seleção brasileira de futebol estreou nos Jogos Olímpicos 2 anos após o "maracanazo" e ficou apenas em 5.° lugar, mas contou com as presenças de 2 futuros bicampeões mundiais da Fifa: Zózimo e Vavá, além de outros futuros importantes atletas da modalidade, como Evaristo de Macedo, Humberto Tozzi e Mílton Pessanha.